# Pistola Salvator-Dormus
La Salvator-Dormus fue la primera pistola semiautomática en obtener una patente.

## Historia
Fue patentada el 11 de julio de 1891 por el archiduque Karl Salvator y el conde Georg von Dormus. Siendo la primera arma de su tipo, fue diseñada sin beneficiarse de la experiencia de modelos anteriores. Se aplicaron varias modificaciones a unos 20 prototipos antes que unas 30 pistolas funcionales fuesen enviadas a las evaluaciones del Ejército austrohúngaro de 1896.
Era una pistola de calibre 8 mm, accionada por retroceso y con un cargador interno fijo (alimentado desde arriba por un peine de 5 cartuchos), cuya base tenía una trampilla con bisagra. El seguro y el retén del cerrojo estaban separados.
La demora de su producción entre la obtención de la patente y las evaluaciones militares permitió su comparación con otras pistolas semiautomáticas, por lo que la Salvator-Dormus fue considerada inferior a sus contrapartes. Sus diseñadores abandonaron el proyecto y pocas pistolas han sobrevivido.